# Podocarpus milanjianus
Espèce
Statut de conservation UICN

 LC  : Préoccupation mineure
Podocarpus milanjianus est une espèce de plantes du genre Podocarpus de la famille des Podocarpaceae. C'est un conifère pouvant atteindre une hauteur de 35 mètres. L'espèce est endémique à l'Afrique.